# Murtin-et-Bogny
Murtin-et-Bogny is een gemeente in het Franse departement Ardennes in de regio Grand Est en maakt deel uit van het arrondissement Charleville-Mézières. De gemeente telde 175 inwoners op 1 januari 2022.

## Geschiedenis
Murtin-et-Bogny maakte deel uit van het kanton Renwez tot het op 22 maart 2015 werd opgeheven en de gemeenten werden opgenomen in het kanton Rocroi.

## Geografie
De oppervlakte van Murtin-et-Bogny bedraagt 7,11 vierkante kilometer; Op 1 januari 2022 was de bevolkingsdichtheid 24,6 inwoners per km².
De onderstaande kaart toont de ligging van Murtin-et-Bogny met de belangrijkste infrastructuur en aangrenzende gemeenten.

## Demografie
Onderstaande figuur toont het verloop van het inwonertal.
Vanwege een beveiligingsprobleem met de MediaWiki Graph-software is het momenteel niet mogelijk deze grafiek weer te geven. Zodra de software is bijgewerkt zal de grafiek vanzelf weer zichtbaar worden.

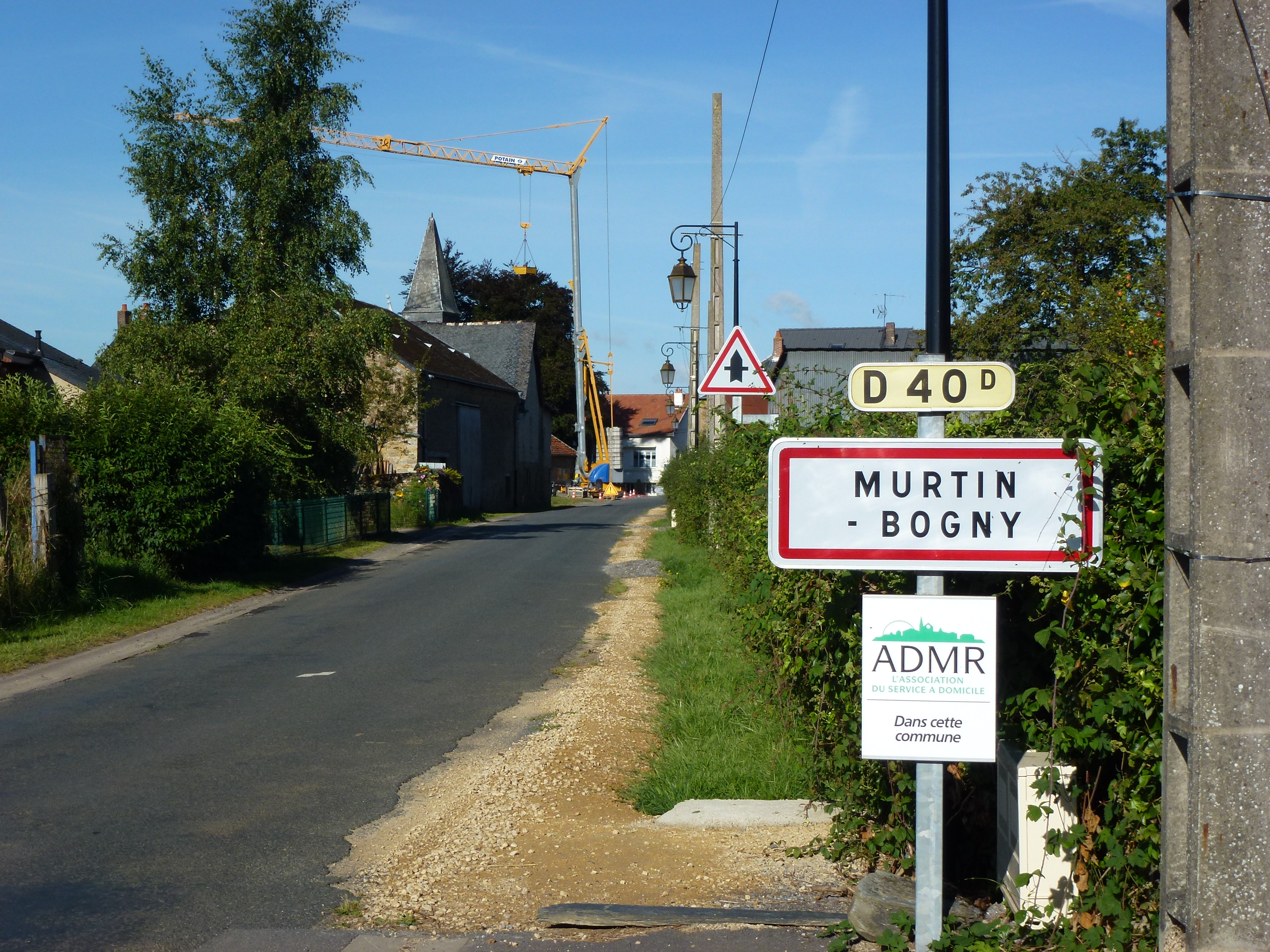
Entree van Murtin
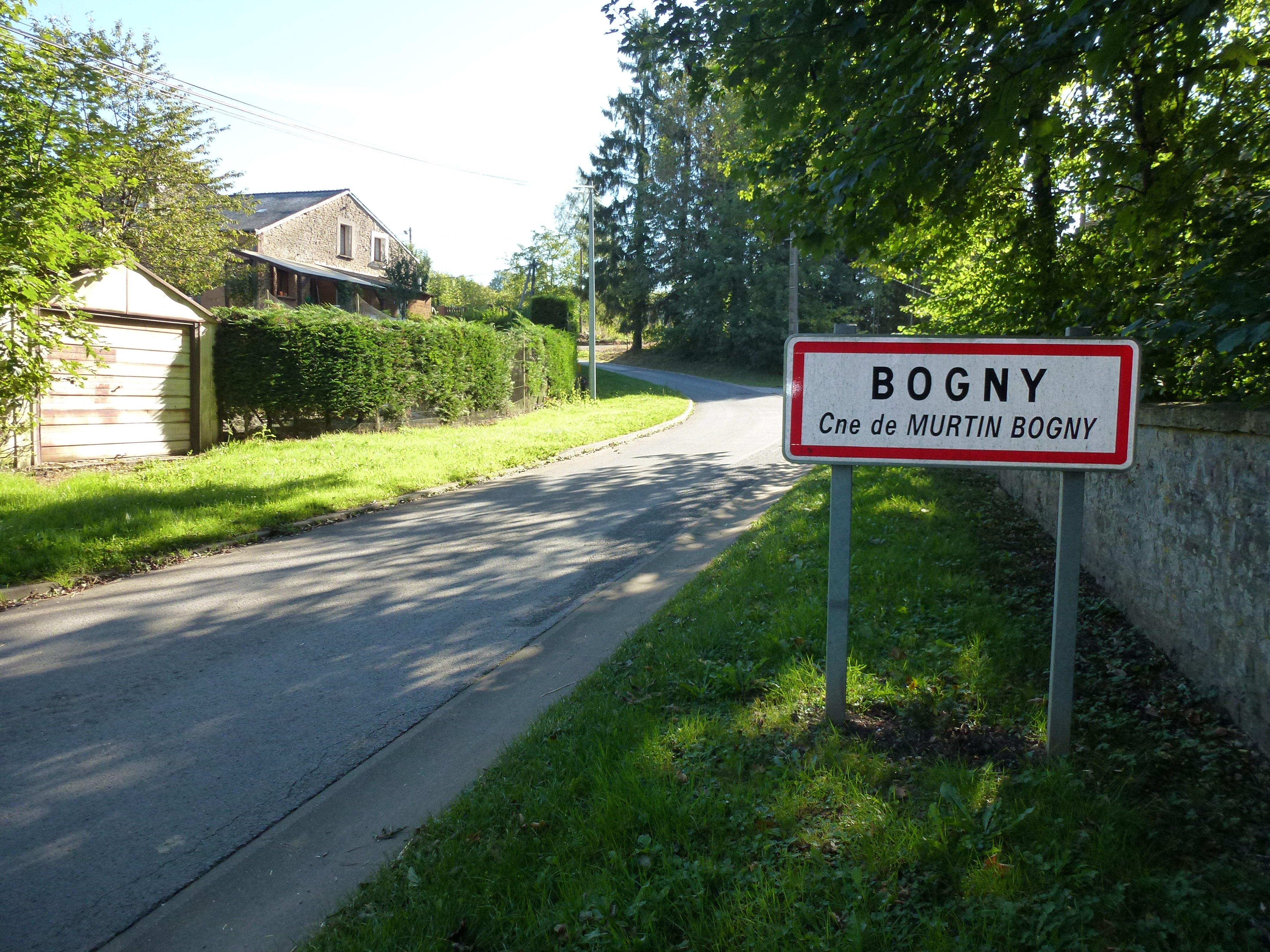
Entree van Bogny
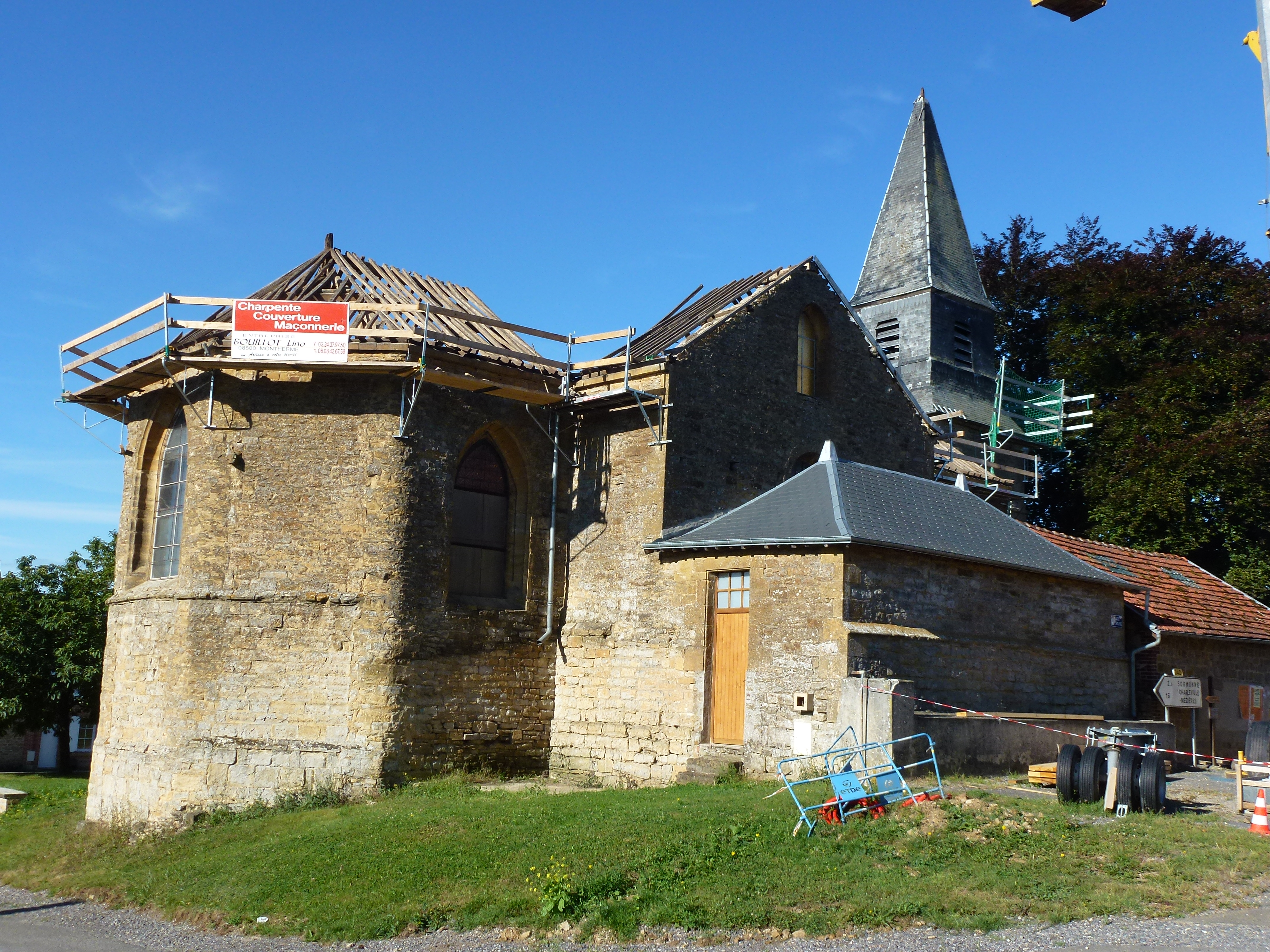
Kerk Sainte-Marguerite van Murtin
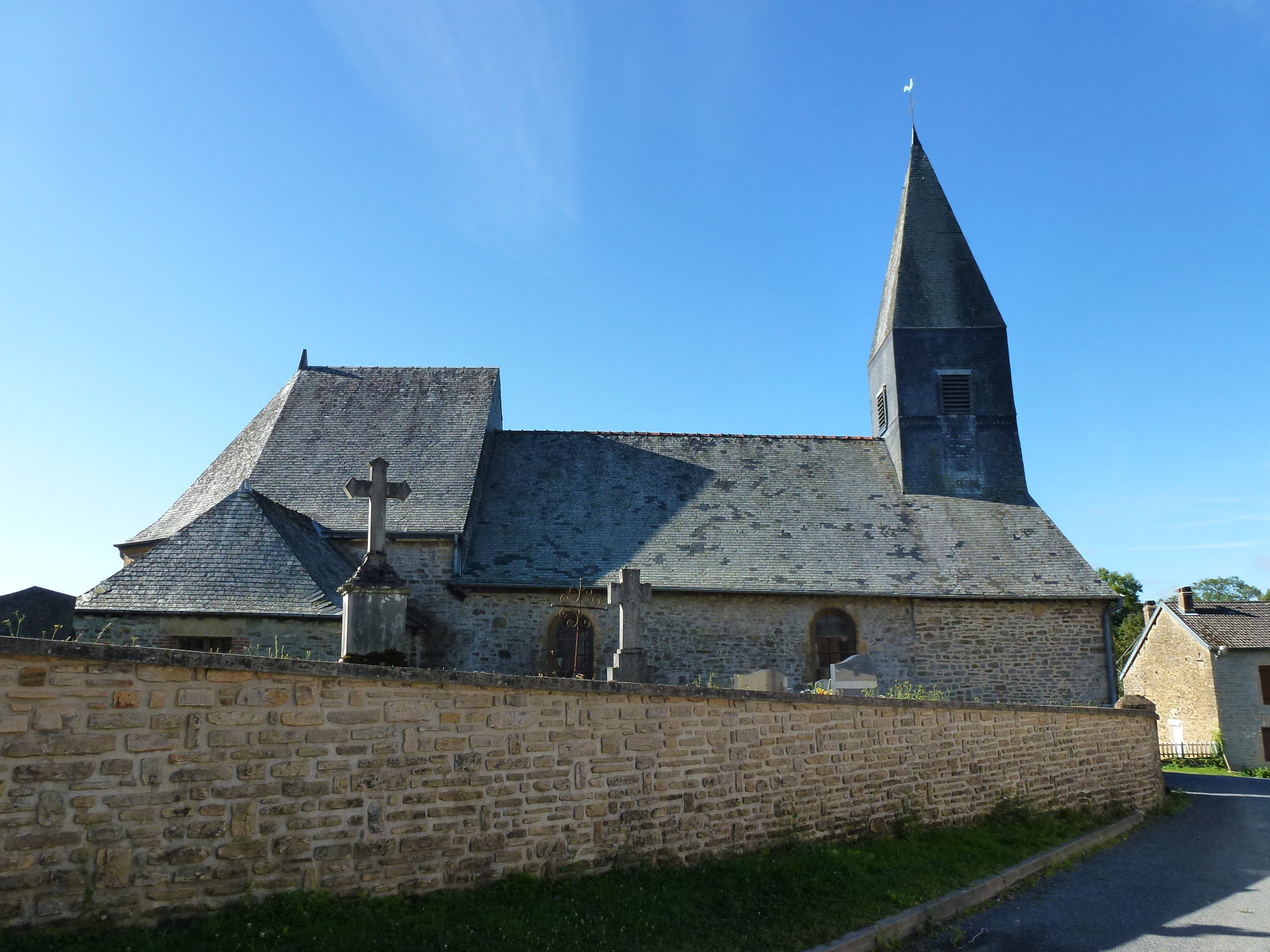
Kerk Sant-Rémi van Bogny.
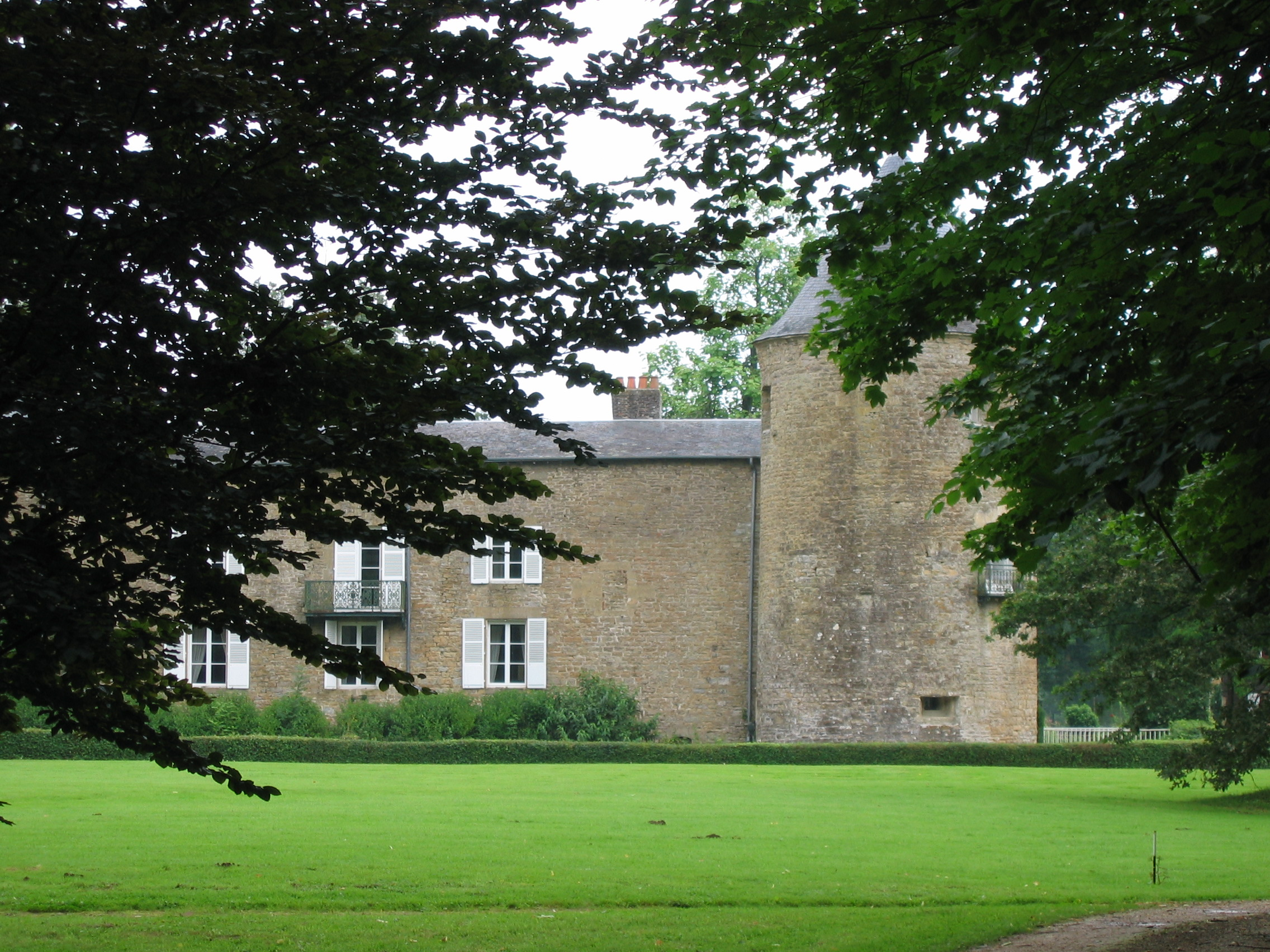
Het kasteel van Bogny

Auge · Auvillers-les-Forges · Blombay · Bourg-Fidèle · Brognon · Le Châtelet-sur-Sormonne · Chilly · Étalle · Éteignières · Fligny · Gué-d'Hossus · Ham-les-Moines · Harcy · Laval-Morency · Lonny · Maubert-Fontaine · Murtin-et-Bogny · La Neuville-aux-Joûtes · Neuville-lez-Beaulieu · Neuville-lès-This · Regniowez · Remilly-les-Pothées · Rimogne · Rocroi · Saint-Marcel · Sévigny-la-Forêt · Signy-le-Petit · Sormonne · Sury · Taillette · Tarzy · This · Tremblois-lès-Rocroi